# Казаков Сергій Миколайович
Сергій Миколайович Казаков (рос. Сергей Николаевич Казаков, нар. 8 липня 1976) — російський боксер-любитель, бронзовий призер Олімпійських ігор 2004 року, чемпіон світу, триразовий чемпіон Європи. Заслужений майстер спорту Росії з боксу.

## Любительська кар'єра
Олімпійські ігри 2000 
- 1/16 фіналу. Програв Браяну Вілорії (США) — 6-8

 Чемпіонат світу 2001 
- 1/8 фіналу. Переміг Тулашбоя Донійорова (Узбекистан) — 17-4
- 1/4 фіналу. Програв Яну Бартелемі (Куба) — 17-20

 Чемпіонат світу 2003 
- 1/16 фіналу. Переміг Мохамеда Алі Кумара (Індія) — 18-5
- 1/8 фіналу. Переміг Мо Вон Хона (Південна Корея) — 26-10
- 1/4 фіналу. Переміг Субан Паннон (Таїланд) — 37-24
- 1/2 фіналу. Переміг Номана Каріма (Пакистан) — 23-4
- Фіналу. Переміг Цзоу Шимін (Китай) — 23-19

 Олімпійські ігри 2004 
- 1/16 фіналу. Переміг Патріціо Калеро (Венесуела) — 20-8
- 1/8 фіналу. Переміг Рауля Кастаньєда (Мексика) — 41-16
- 1/4 фіналу. Переміг Джозефа Джермія (Намібія) — 18-11
- 1/2 фіналу. Програв Атагюну Алчинкая (Туреччина) — 20-26

 Чемпіонат світу 2005 
- 1/16 фіналу. Переміг Дарнела Лангле (Англія) — 23-12
- 1/8 фіналу. Переміг Радуана Аслума (Франція) — RSC
- 1/4 фіналу. Програв Палу Бедаку (Угорщина) — 16-24